# Grande-Bretagne aux Jeux olympiques d'hiver de 2002
Cet article contient des informations sur la participation et les résultats de la Grande-Bretagne aux Jeux olympiques d'hiver de 2002 à Salt Lake City aux États-Unis.

## Médaillé
| Médaille | Nom                                                                     | Sport    | Event  |
| -------- | ----------------------------------------------------------------------- | -------- | ------ |
| Or       | Rhona Martin Deborah Knox Fiona MacDonald Janice Rankin Margaret Morton | Curling  | Femmes |
| Bronze   | Alex Coomber                                                            | Skeleton | Femme  |

Alain Baxter est arrivé troisième dans le slalom masculin, mais a ensuite été disqualifié pour un contrôle antidopage positif.

## Ski alpin
Homme
| Athlète        | Épreuve      | Course 1      | Course 2      | Total         | Total |
| Athlète        | Épreuve      | Temp          | Temp          | Temp          | Rang  |
| -------------- | ------------ | ------------- | ------------- | ------------- | ----- |
| Ross Green     | Slalom géant | 1 min 15 s 90 | 1 min 13 s 41 | 2 min 29 s 31 | 29    |
| Alain Baxter   | Slalom       | DSQ           | –             | DSQ           | –     |
| Gareth Trayner | Slalom       | 54 s 48       | 56 s 33       | 1 min 50 s 91 | 22    |
| Noel Baxter    | Slalom       | 53 s 66       | 55 s 98       | 1 min 49 s 64 | 20    |

Combiné Hommes
| Athlète    | Descente      | Slalom  | Slalom  | Total         | Total |
| Athlète    | Temp          | Temp 1  | Temp 2  | Total Temp    | Rang  |
| ---------- | ------------- | ------- | ------- | ------------- | ----- |
| Ross Green | 1 min 43 s 30 | 49 s 97 | 55 s 84 | 3 min 29 s 11 | 15    |

Femme
| Athlète               | Épreuve      | Course 1      | Course 2      | Total         | Total |
| Athlète               | Épreuve      | Temp          | Temp          | Temp          | Rang  |
| --------------------- | ------------ | ------------- | ------------- | ------------- | ----- |
| Chemmy Alcott         | Descente     |               |               | 1 min 45 s 98 | 32    |
| Chemmy Alcott         | Super-G      |               |               | 1 min 17 s 34 | 28    |
| Chemmy Alcott         | Slalom géant | 1 min 20 s 25 | 1 min 18 s 22 | 2 min 38 s 47 | 30    |
| Chemmy Alcott         | Slalom       | DNF           | –             | DNF           | –     |
| Emma Carrick-Anderson | Slalom       | 56 s 25       | 57 s 54       | 1 min 53 s 79 | 19    |

Combiné Femmes
| Athlète       | Descente      | Slalom  | Slalom  | Total         | Total |
| Athlète       | Temp          | Temp 1  | Temp 2  | Total Temp    | Rang  |
| ------------- | ------------- | ------- | ------- | ------------- | ----- |
| Chemmy Alcott | 1 min 19 s 06 | 47 s 27 | 45 s 01 | 2 min 51 s 34 | 14    |

## Biathlon
Homme
| Event        | Athlète       | Misses 1 | Temp          | Rang |
| ------------ | ------------- | -------- | ------------- | ---- |
| 10 km sprint | Mike Dixon    | 1        | 28 min 58 s 7 | 74   |
| 10 km sprint | Mark Gee      | 2        | 28 min 57 s 8 | 72   |
| 10 km sprint | Jason Sklenar | 4        | 28 min 43 s 4 | 71   |

| Event | Athlète       | Temp          | Misses | Adjusted time 3   | Rang |
| ----- | ------------- | ------------- | ------ | ----------------- | ---- |
| 20 km | Mark Gee      | 57 min 10 s 2 | 5      | 1 h 02 min 10 s 2 | 81   |
| 20 km | Mike Dixon    | 57 min 04 s 9 | 5      | 1 h 02 min 04 s 9 | 79   |
| 20 km | Jason Sklenar | 54 min 27 s 2 | 3      | 57 min 27 s 2     | 48   |

Hommes 4 x 7,5 km relais
| Athlètes                                         | Course   | Course            | Course |
| Athlètes                                         | Misses 1 | Temp              | Rang   |
| ------------------------------------------------ | -------- | ----------------- | ------ |
| Jason Sklenar Mark Gee Mike Dixon Hugh Pritchard | 0        | 1 h 36 min 06 s 0 | 19     |

1A penalty loop of 150 metres had to be skied per missed target. 

3One minute added per missed target. 

## Bobsleigh
Homme
| Sled  | Athlètes                     | Event      | Run 1   | Run 1 | Run 2   | Run 2 | Run 3   | Run 3 | Run 4   | Run 4 | Total         | Total |
| Sled  | Athlètes                     | Event      | Temp    | Rang  | Temp    | Rang  | Temp    | Rang  | Temp    | Rang  | Temp          | Rang  |
| ----- | ---------------------------- | ---------- | ------- | ----- | ------- | ----- | ------- | ----- | ------- | ----- | ------------- | ----- |
| GBR-1 | Marcus Adam Lee Johnston     | Bob à deux | 48 s 04 | 10    | 48 s 16 | 13    | 48 s 05 | 10    | 48 s 02 | 10    | 3 min 12 s 27 | 10    |
| GBR-2 | Colin Bryce Neil Scarisbrick | Bob à deux | 48 s 44 | 23    | 48 s 46 | 22    | 48 s 72 | 26    | 48 s 50 | 21    | 3 min 14 s 12 | 22    |

| Sled  | Athlètes                                               | Event        | Run 1   | Run 1 | Run 2   | Run 2 | Run 3   | Run 3 | Run 4   | Run 4 | Total         | Total |
| Sled  | Athlètes                                               | Event        | Temp    | Rang  | Temp    | Rang  | Temp    | Rang  | Temp    | Rang  | Temp          | Rang  |
| ----- | ------------------------------------------------------ | ------------ | ------- | ----- | ------- | ----- | ------- | ----- | ------- | ----- | ------------- | ----- |
| GBR-1 | Neil Scarisbrick Scott Rider Philip Goedluck Dean Ward | Bob à quatre | 47 s 09 | 13    | 47 s 05 | 13    | 47 s 44 | 9     | 47 s 79 | 12    | 3 min 09 s 37 | 11    |
| GBR-2 | Lee Johnston Phil Harries David McCalla Paul Attwood   | Bob à quatre | 47 s 06 | 12    | 47 s 32 | 19    | 47 s 41 | 7     | 47 s 98 | 16    | 3 min 09 s 77 | 14    |

Femme
| Sled  | Athlètes                       | Event      | Run 1   | Run 1 | Run 2   | Run 2 | Total         | Total |
| Sled  | Athlètes                       | Event      | Temp    | Rang  | Temp    | Rang  | Temp          | Rang  |
| ----- | ------------------------------ | ---------- | ------- | ----- | ------- | ----- | ------------- | ----- |
| GBR-1 | Cheryl Done Nicola Minichiello | Bob à deux | 50 s 10 | 13    | 49 s 79 | 12    | 1 min 39 s 89 | 12    |
| GBR-2 | Michelle Coy Jackie Davies     | Bob à deux | 49 s 77 | 11    | 49 s 78 | 11    | 1 min 39 s 55 | 11    |

## Curling

### Tournoi masculin

#### Premier Tour
Les quatre premières équipes en tête à la fin du premier tour sont qualifiées directement pour les demi-finales.
| Pays                | Skip                   | W | L |
| ------------------- | ---------------------- | - | - |
| Canada              | Kevin Martin           | 8 | 1 |
| Norvège             | Pål Trulsen            | 7 | 2 |
| Suisse              | Andreas Schwaller      | 6 | 3 |
| Suède               | Peja Lindholm          | 6 | 3 |
| Finlande            | Markku Uusipaavalniemi | 5 | 4 |
| Allemagne           | Sebastian Stock        | 4 | 5 |
| Danemark            | Ulrik Schmidt          | 3 | 6 |
| Grande-Bretagne 8th | Hammy McMillan         | 3 | 6 |
| États-Unis          | Tim Somerville         | 3 | 6 |
| France              | Dominique Dupont-Roc   | 0 | 9 |

| Équipes                    | 1 | 2 | 3 | 4 | 5 | 6 | 7 | 8 | 9 | 10 | Total |
| -------------------------- | - | - | - | - | - | - | - | - | - | -- | ----- |
| Canada (Martin)            | 0 | 2 | 1 | 0 | 1 | 0 | 2 | 0 | 0 | 0  | 6     |
| Grande-Bretagne (McMillan) | 0 | 0 | 0 | 1 | 0 | 1 | 0 | 2 | 0 | 0  | 4     |

| Équipes                    | 1 | 2 | 3 | 4 | 5 | 6 | 7 | 8 | 9 | 10 | Total |
| -------------------------- | - | - | - | - | - | - | - | - | - | -- | ----- |
| Suède (Lindholm)           | 0 | 0 | 1 | 0 | 0 | 0 | 2 | 0 | 3 | 1  | 7     |
| Grande-Bretagne (McMillan) | 0 | 0 | 0 | 0 | 0 | 1 | 0 | 1 | 0 | 0  | 2     |

| Équipes                    | 1 | 2 | 3 | 4 | 5 | 6 | 7 | 8 | 9 | 10 | 11 | Total |
| -------------------------- | - | - | - | - | - | - | - | - | - | -- | -- | ----- |
| Grande-Bretagne (McMillan) | 1 | 0 | 0 | 0 | 0 | 0 | 2 | 0 | 2 | 1  | 0  | 6     |
| Norvège (Trulsen)          | 0 | 1 | 0 | 0 | 1 | 0 | 0 | 4 | 0 | 0  | 1  | 7     |

| Équipes                 | 1 | 2 | 3 | 4 | 5 | 6 | 7 | 8 | 9 | 10 | Total |
| ----------------------- | - | - | - | - | - | - | - | - | - | -- | ----- |
| Grande-Bretagne (Smith) | 0 | 2 | 1 | 1 | 0 | 3 | 0 | 0 | 0 | 0  | 7     |
| Allemagne (Stock)       | 3 | 0 | 0 | 0 | 2 | 0 | 1 | 0 | 0 | 0  | 6     |

| Équipes                    | 1 | 2 | 3 | 4 | 5 | 6 | 7 | 8 | 9 | 10 | Total |
| -------------------------- | - | - | - | - | - | - | - | - | - | -- | ----- |
| Grande-Bretagne (Smith)    | 1 | 0 | 0 | 0 | 2 | 0 | 0 | 1 | 0 | 0  | 4     |
| Finlande (Uusipaavalniemi) | 0 | 1 | 0 | 1 | 0 | 1 | 0 | 0 | 0 | 3  | 6     |

| Équipes         | 1 | 2 | 3 | 4 | 5 | 6 | 7 | 8 | 9 | 10 | Total |
| --------------- | - | - | - | - | - | - | - | - | - | -- | ----- |
| Grande-Bretagne | 2 | 0 | 1 | 0 | 1 | 0 | 0 | 0 | 1 | 0  | 5     |
| Danemark        | 0 | 0 | 0 | 2 | 0 | 0 | 0 | 3 | 0 | 1  | 6     |

| Équipes         | 1 | 2 | 3 | 4 | 5 | 6 | 7 | 8 | 9 | 10 | Total |
| --------------- | - | - | - | - | - | - | - | - | - | -- | ----- |
| Suisse          | 1 | 1 | 1 | 0 | 1 | 0 | 2 | 0 | 4 | X  | 10    |
| Grande-Bretagne | 0 | 0 | 0 | 1 | 0 | 1 | 0 | 2 | 0 | X  | 4     |

| Équipes                 | 1 | 2 | 3 | 4 | 5 | 6 | 7 | 8 | 9 | 10 | Total |
| ----------------------- | - | - | - | - | - | - | - | - | - | -- | ----- |
| France (Dupont-Roc)     | 0 | 0 | 2 | 0 | 0 | 0 | 0 | 1 | 0 | 0  | 3     |
| Grande-Bretagne (Smith) | 2 | 0 | 0 | 1 | 0 | 0 | 2 | 0 | 1 | 1  | 7     |

Session 12 - 18 février 2002, à 14h00
| Équipes                 | 1 | 2 | 3 | 4 | 5 | 6 | 7 | 8 | 9 | 10 | Total |
| ----------------------- | - | - | - | - | - | - | - | - | - | -- | ----- |
| Grande-Bretagne (Smith) | 0 | 2 | 2 | 0 | 1 | 0 | 0 | 1 | 0 | 1  | 7     |
| États-Unis (Somerville) | 1 | 0 | 0 | 1 | 0 | 1 | 1 | 0 | 2 | 0  | 6     |

Concurrents
| Grande-Bretagne |
| --- |
| Stranraer CC, Stranraer Skip: Hammy McMillan* Third: Warwick Smith Second: Ewan MacDonald Lead: Peter Loudon Alternate: Norman Brown |

* Hammy McMillan was replaced by Warwick Smith as skip after Draw 4.

### Tournoi féminin

#### Premier Tour
Les quatre premières équipes en tête à la fin du premier tour sont qualifiées directement pour les demi-finales.
| Pays            | Skip               | W | L |
| --------------- | ------------------ | - | - |
| Canada          | Kelley Law         | 8 | 1 |
| Suisse          | Luzia Ebnöther     | 7 | 2 |
| États-Unis      | Kari Erickson      | 6 | 3 |
| Grande-Bretagne | Rhona Martin       | 5 | 4 |
| Allemagne       | Natalie Neßler     | 5 | 4 |
| Suède           | Elisabet Gustafson | 5 | 4 |
| Norvège         | Dordi Nordby       | 4 | 5 |
| Japon           | Akiko Katoh        | 2 | 7 |
| Danemark        | Lene Bidstrup      | 2 | 7 |
| Russie          | Olga Jarkova       | 1 | 8 |

| Équipes                  | 1 | 2 | 3 | 4 | 5 | 6 | 7 | 8 | 9 | 10 | Total |
| ------------------------ | - | - | - | - | - | - | - | - | - | -- | ----- |
| Grande-Bretagne (Martin) | 1 | 0 | 0 | 2 | 0 | 2 | 0 | 2 | 3 | 0  | 10    |
| Norvège (Nordby)         | 0 | 1 | 1 | 0 | 2 | 0 | 1 | 0 | 0 | 1  | 6     |

| Équipes                  | 1 | 2 | 3 | 4 | 5 | 6 | 7 | 8 | 9 | 10 | Total |
| ------------------------ | - | - | - | - | - | - | - | - | - | -- | ----- |
| Suède (Gustafson)        | 0 | 1 | 1 | 0 | 1 | 0 | 1 | 0 | 2 | 1  | 7     |
| Grande-Bretagne (Martin) | 0 | 0 | 0 | 2 | 0 | 1 | 0 | 0 | 0 | 0  | 4     |

| Équipes                  | 1 | 2 | 3 | 4 | 5 | 6 | 7 | 8 | 9 | 10 | Total |
| ------------------------ | - | - | - | - | - | - | - | - | - | -- | ----- |
| Grande-Bretagne (Martin) | 2 | 1 | 0 | 2 | 1 | 2 | 1 | X | X | X  | 9     |
| Japon (Katoh)            | 0 | 0 | 1 | 0 | 0 | 0 | 0 | X | X | X  | 1     |

| Équipes                  | 1 | 2 | 3 | 4 | 5 | 6 | 7 | 8 | 9 | 10 | Total |
| ------------------------ | - | - | - | - | - | - | - | - | - | -- | ----- |
| Russie (Jarkova)         | 0 | 0 | 0 | 1 | 0 | 1 | 0 | 1 | 0 | 2  | 5     |
| Grande-Bretagne (Martin) | 1 | 1 | 1 | 0 | 1 | 0 | 2 | 0 | 2 | 0  | 8     |

| Équipes                  | 1 | 2 | 3 | 4 | 5 | 6 | 7 | 8 | 9 | 10 | Total |
| ------------------------ | - | - | - | - | - | - | - | - | - | -- | ----- |
| Canada (Law)             | 2 | 2 | 0 | 2 | 0 | 1 | 0 | 2 | X | X  | 9     |
| Grande-Bretagne (Martin) | 0 | 0 | 1 | 0 | 2 | 0 | 1 | 0 | X | X  | 4     |

| Équipes                  | 1 | 2 | 3 | 4 | 5 | 6 | 7 | 8 | 9 | 10 | Total |
| ------------------------ | - | - | - | - | - | - | - | - | - | -- | ----- |
| Grande-Bretagne (Martin) | 0 | 3 | 0 | 0 | 1 | 0 | 1 | 0 | 0 | 2  | 7     |
| Allemagne (Ebnöther)     | 0 | 0 | 1 | 0 | 0 | 1 | 0 | 1 | 1 | 0  | 4     |

| Équipes                  | 1 | 2 | 3 | 4 | 5 | 6 | 7 | 8 | 9 | 10 | Total |
| ------------------------ | - | - | - | - | - | - | - | - | - | -- | ----- |
| Grande-Bretagne (Martin) | 0 | 1 | 0 | 3 | 0 | 2 | 0 | 2 | 0 | 0  | 8     |
| Danemark (Bidstrup)      | 1 | 0 | 1 | 0 | 1 | 0 | 1 | 0 | 1 | 1  | 6     |

| Équipes                  | 1 | 2 | 3 | 4 | 5 | 6 | 7 | 8 | 9 | 10 | 11 | Total |
| ------------------------ | - | - | - | - | - | - | - | - | - | -- | -- | ----- |
| Grande-Bretagne (Martin) | 1 | 0 | 0 | 1 | 0 | 2 | 0 | 0 | 1 | 0  | 0  | 5     |
| États-Unis (Erickson)    | 0 | 1 | 0 | 0 | 1 | 0 | 1 | 0 | 0 | 2  | 1  | 6     |

Session 11 - 18 février 2002, à 09h00
| Équipes                  | 1 | 2 | 3 | 4 | 5 | 6 | 7 | 8 | 9 | 10 | Total |
| ------------------------ | - | - | - | - | - | - | - | - | - | -- | ----- |
| Grande-Bretagne (Martin) | 0 | 1 | 0 | 2 | 0 | 0 | 1 | 0 | 1 | 0  | 5     |
| Allemagne (Neßler)       | 0 | 0 | 2 | 0 | 1 | 1 | 0 | 2 | 0 | 1  | 7     |

Tie-breaker 1
Février 19, 9:00
| Équipes                  | 1 | 2 | 3 | 4 | 5 | 6 | 7 | 8 | 9 | 10 | Total |
| ------------------------ | - | - | - | - | - | - | - | - | - | -- | ----- |
| Suède (Gustafson)        | 0 | 1 | 0 | 0 | 0 | 1 | 0 | 1 | 0 | 1  | 4     |
| Grande-Bretagne (Martin) | 0 | 0 | 1 | 2 | 1 | 0 | 1 | 0 | 1 | 0  | 6     |

Tie-breaker 2
Février 19, 14:00
| Équipes                  | 1 | 2 | 3 | 4 | 5 | 6 | 7 | 8 | 9 | 10 | Total |
| ------------------------ | - | - | - | - | - | - | - | - | - | -- | ----- |
| Grande-Bretagne (Martin) | 0 | 0 | 1 | 0 | 1 | 3 | 1 | 0 | 3 | X  | 9     |
| Allemagne (Neßler)       | 0 | 1 | 0 | 2 | 0 | 0 | 0 | 2 | 0 | X  | 5     |

#### Medal round
Demi-finale
| Équipes                  | 1 | 2 | 3 | 4 | 5 | 6 | 7 | 8 | 9 | 10 | Total |
| ------------------------ | - | - | - | - | - | - | - | - | - | -- | ----- |
| Grande-Bretagne (Martin) | 0 | 0 | 1 | 2 | 0 | 0 | 2 | 0 | 0 | 1  | 6     |
| Canada (Law)             | 1 | 0 | 0 | 0 | 1 | 1 | 0 | 1 | 1 | 0  | 5     |

Finale
| Équipes                     | 1 | 2 | 3 | 4 | 5 | 6 | 7 | 8 | 9 | 10 | Total |
| --------------------------- | - | - | - | - | - | - | - | - | - | -- | ----- |
| Suisse (Ebnöther)           | 0 | 0 | 0 | 1 | 0 | 0 | 0 | 1 | 1 | 0  | 3     |
| Grande-Bretagne (Martin) OR | 0 | 0 | 0 | 0 | 2 | 0 | 1 | 0 | 0 | 1  | 4     |

Concurrents
| Grande-Bretagne |
| --- |
| Greenacres CC, Howwood Skip: Rhona Martin Third: Deborah Knox Second: Fiona MacDonald Lead: Janice Rankin Alternate: Margaret Morton |

## Patinage artistique
Dance sur glace
| Athlètes                        | Points | CD1 | CD2 | OD | FD | Rang |
| ------------------------------- | ------ | --- | --- | -- | -- | ---- |
| Marika Humphreys Vitali Baranov | 30.4   | 16  | 16  | 15 | 15 | 15   |

## Ski acrobatique
Homme
| Athlète    | Event  | Qualification | Qualification | Qualification | Finale          | Finale          | Finale          |
| Athlète    | Event  | Temp          | Points        | Rang          | Temp            | Points          | Rang            |
| ---------- | ------ | ------------- | ------------- | ------------- | --------------- | --------------- | --------------- |
| Sam Temple | Moguls | 51 s 10       | 9 s 03        | 29            | Did not advance | Did not advance | Did not advance |

Femme
| Athlète          | Event  | Qualification | Qualification | Qualification | Finale          | Finale          | Finale          |
| Athlète          | Event  | Temp          | Points        | Rang          | Temp            | Points          | Rang            |
| ---------------- | ------ | ------------- | ------------- | ------------- | --------------- | --------------- | --------------- |
| Laura Donaldson  | Moguls | 43 s 57       | 18 s 41       | 29            | Did not advance | Did not advance | Did not advance |
| Joanne Bromfield | Moguls | 45 s 48       | 18 s 75       | 28            | Did not advance | Did not advance | Did not advance |

## Luge
Homme
| Athlète     | Run 1    | Run 1 | Run 2    | Run 2 | Run 3    | Run 3 | Run 4    | Run 4 | Total          | Total |
| Athlète     | Temp     | Rang  | Temp     | Rang  | Temp     | Rang  | Temp     | Rang  | Temp           | Rang  |
| ----------- | -------- | ----- | -------- | ----- | -------- | ----- | -------- | ----- | -------------- | ----- |
| Mark Hatton | 45 s 391 | 24    | 45 s 509 | 27    | 45 s 107 | 26    | 45 s 559 | 25    | 3 min 01 s 566 | 25    |

## Patinage de vitesse sur piste courte
Homme
| Athlète        | Event  | Round un       | Round un | Quarts de finale | Quarts de finale | Demi-finals     | Demi-finals     | Finales         | Finales         |
| Athlète        | Event  | Temp           | Rang     | Temp             | Rang             | Temp            | Rang            | Temp            | Final rang      |
| -------------- | ------ | -------------- | -------- | ---------------- | ---------------- | --------------- | --------------- | --------------- | --------------- |
| Dave Allardice | 500 m  | 42 s 980       | 3        | Did not advance  | Did not advance  | Did not advance | Did not advance | Did not advance | Did not advance |
| Leon Flack     | 500 m  | 43 s 965       | 3        | Did not advance  | Did not advance  | Did not advance | Did not advance | Did not advance | Did not advance |
| Leon Flack     | 1000 m | 1 min 29 s 584 | 2 Q      | 1 min 28 s 604   | 4                | Did not advance | Did not advance | Did not advance | Did not advance |
| Nicky Gooch    | 1000 m | 1 min 38 s 034 | 4        | Did not advance  | Did not advance  | Did not advance | Did not advance | Did not advance | Did not advance |
| Nicky Gooch    | 1500 m | 2 min 27 s 084 | 3 Q      |                  |                  | 2 min 25 s 903  | 5               | Did not advance | Did not advance |
| Leon Flack     | 1500 m | 2 min 25 s 832 | 4        | Did not advance  | Did not advance  | Did not advance | Did not advance | Did not advance | Did not advance |

Femme
| Athlète       | Event  | Round un       | Round un | Quarts de finale | Quarts de finale | Demi-finales    | Demi-finales    | Finales         | Finales         |
| Athlète       | Event  | Temp           | Rang     | Temp             | Rang             | Temp            | Rang            | Temp            | Final rang      |
| ------------- | ------ | -------------- | -------- | ---------------- | ---------------- | --------------- | --------------- | --------------- | --------------- |
| Jo Williams   | 500 m  | 46 s 631       | 3        | Did not advance  | Did not advance  | Did not advance | Did not advance | Did not advance | Did not advance |
| Sarah Lindsay | 500 m  | 45 s 641       | 1 Q      | 44 s 912         | 3                | Did not advance | Did not advance | Did not advance | Did not advance |
| Sarah Lindsay | 1000 m | 1 min 42 s 157 | 2 Q      | 1 min 36 s 753   | 3                | Did not advance | Did not advance | Did not advance | Did not advance |
| Jo Williams   | 1000 m | 1 min 39 s 672 | 1 Q      | 1 min 34 s 373   | 4                | Did not advance | Did not advance | Did not advance | Did not advance |
| Jo Williams   | 1500 m | 2 min 27 s 845 | 4        | Did not advance  | Did not advance  | Did not advance | Did not advance | Did not advance | Did not advance |
| Sarah Lindsay | 1500 m | 3 min 01 s 223 | 5        | Did not advance  | Did not advance  | Did not advance | Did not advance | Did not advance | Did not advance |

## Skeleton
Homme
| Athlète         | Run 1   | Run 1 | Run 2   | Run 2 | Total         | Total |
| Athlète         | Temp    | Rang  | Temp    | Rang  | Temp          | Rang  |
| --------------- | ------- | ----- | ------- | ----- | ------------- | ----- |
| Kristan Bromley | 52 s 17 | 19    | 51 s 26 | 6     | 1 min 43 s 43 | 13    |

Femme
| Athlète      | Run 1   | Run 1 | Run 2   | Run 2 | Total         | Total              |
| Athlète      | Temp    | Rang  | Temp    | Rang  | Temp          | Rang               |
| ------------ | ------- | ----- | ------- | ----- | ------------- | ------------------ |
| Alex Coomber | 52 s 48 | 3     | 52 s 89 | 3     | 1 min 45 s 37 | Médaille de bronze |

## Saut à ski
| Athlète        | Event       | Qualification jump | Qualification jump | Qualification jump | Final jump 1    | Final jump 1    | Final jump 1    | Final jump 2    | Final jump 2    | Total           | Total           |
| Athlète        | Event       | Distance           | Points             | Rang               | Distance        | Points          | Rang            | Distance        | Points          | Points          | Rang            |
| -------------- | ----------- | ------------------ | ------------------ | ------------------ | --------------- | --------------- | --------------- | --------------- | --------------- | --------------- | --------------- |
| Glynn Pedersen | Normal hill | 78,5               | 88,0               | 43                 | Did not advance | Did not advance | Did not advance | Did not advance | Did not advance | Did not advance | Did not advance |
| Glynn Pedersen | Large hill  | 91,0               | 56,3               | 48                 | Did not advance | Did not advance | Did not advance | Did not advance | Did not advance | Did not advance | Did not advance |

## Snowboard
Halfpipe Féminin
| Athlète        | Qualification round 1 | Qualification round 1 | Qualification round 2 | Qualification round 2 | Finale          | Finale          |
| Athlète        | Points                | Rang                  | Points                | Rang                  | Points          | Rang            |
| -------------- | --------------------- | --------------------- | --------------------- | --------------------- | --------------- | --------------- |
| Lesley McKenna | 12,5                  | 23                    | 25,63                 | 11                    | Did not advance | Did not advance |